# Ciclovía Alameda Pajaritos
La Ciclovía Alameda Pajaritos, con 10,45 km, es la más extensa de la ciudad de Santiago de Chile, atravesando de oriente a poniente las comunas de Santiago, Estación Central y Maipú. Posee doble sentido de tránsito e interseca con las ciclovías Bulnes-República y Exposición. La mayoría de los ciclistas considera que, más que una ciclovía, esta es una "vía recreativa", por la dificultad de circular por ella a velocidad media, y diversos estudios han demostrado que es peligrosa para recorrer largas distancias.

## Santiago
El trayecto dentro de la comuna de Santiago tiene una extensión de 2,3 km. Se inicia en las inmediaciones del Palacio de La Moneda, siguiendo el recorrido por el bandejón central de la avenida Libertador General Bernardo O'Higgins hasta la avenida Exposición.

## Estación Central
Es el trayecto más largo de la ciclovía, pues tiene una extensión de 6 km. Continúa por el bandejón central de la Alameda hasta llegar a la avenida Las Rejas, punto en el cual sube a la acera sur de la misma Alameda.

## Maipú
El trayecto final cruza la comuna de Maipú. Tiene una extensión de 2,2 km, siguiendo su recorrido sobre la acera para terminar en la autopista Vespucio Norte Express y después desde el paradero 15 de avenida Pajaritos hasta la Plaza de Maipú.

## Enlaces externos

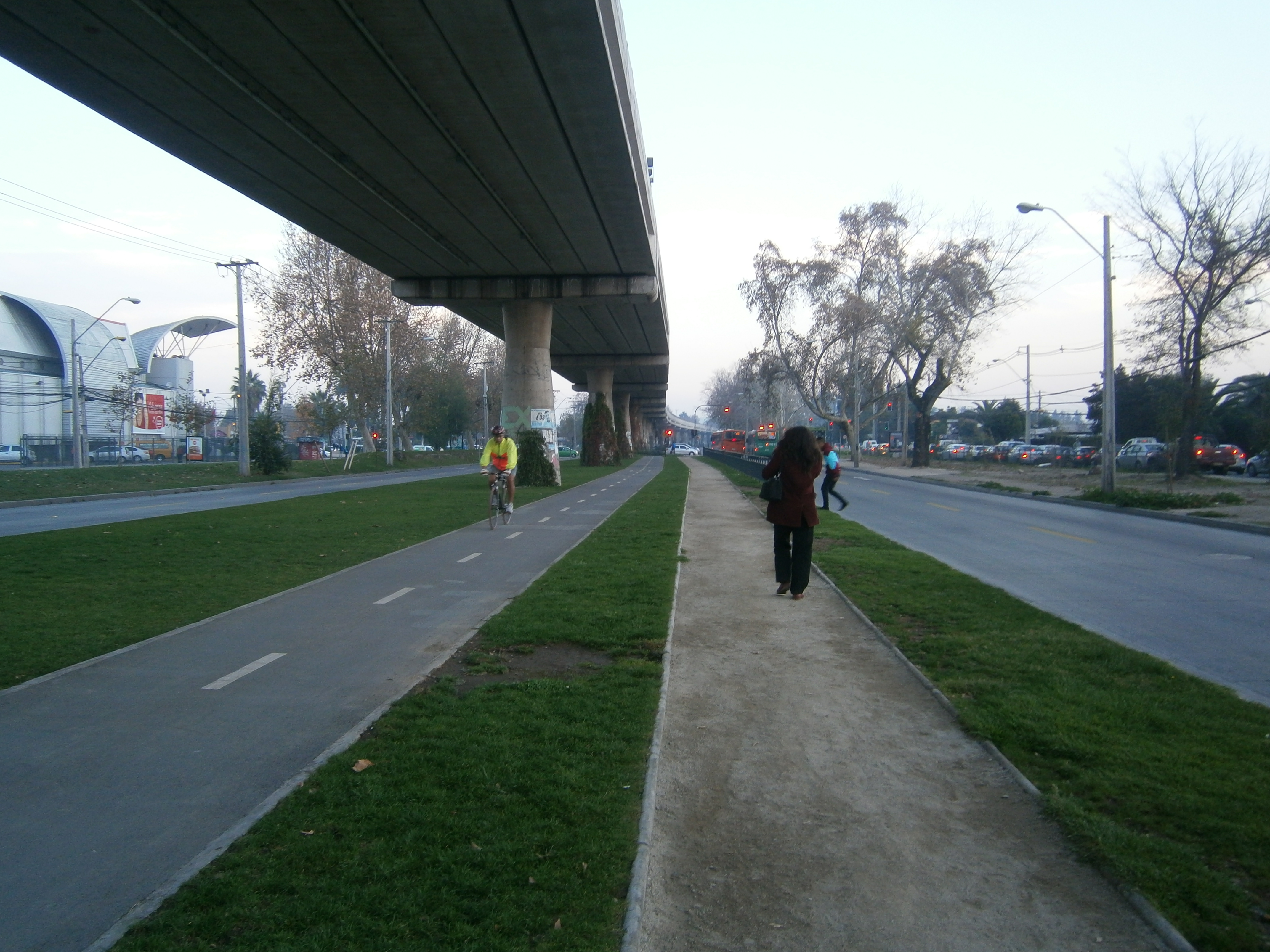
Ciclovía bajo el metro